# Švýcarské univerzity a vysoké školy

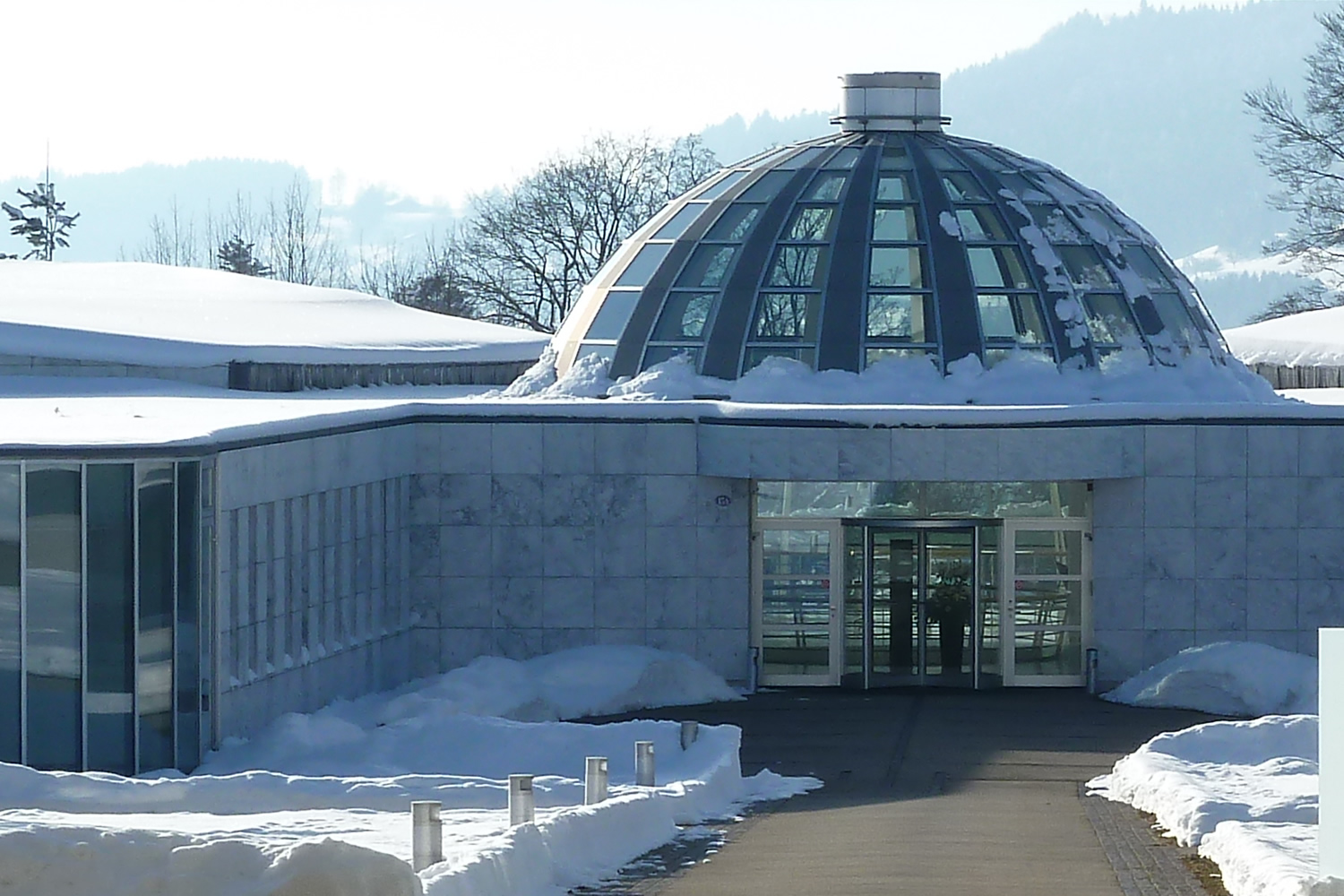
Kongresové a výkonné vzdělávací centrum Univerzity St. Gallen v St. Gallen, Švýcarsko

Článek Švýcarské univerzity a vysoké školy uvádí seznam některých univerzit a dalších vysokých škol ve Švýcarsku.

## Přehled

### Polytechnika / Vysoká technická škola / Vysoké učení technické
- Švýcarský federální technologický institut v Lausanne (EPFL)[1]
- Švýcarský federální technologický institut v Curychu (ETHZ)[2]

### Univerzity
- Univerzita v Basileji (Universität Basel)[3]
- Bernská univerzita (Universität Bern)[4]
- Freiburská univerzita (Université de Fribourg / Universität Freiburg)[5]
- Ženevská univerzita (Université de Genève)[6]
- Universita v Lausanne (Université de Lausanne)[7]
- Universita v Luzernu (Universität Luzern)[8]
- Universita v Neuchâtel (Université de Neuchâtel)[9]
- Universita v St. Gallen (Universität St. Gallen)[10]
- Univerzita italského Švýcarska (Università della Svizzera Italiana)[11]
- Curyšská univerzita (Universität Zürich)[12]